# Niclas Petersen
 Der er for få eller ingen kildehenvisninger i denne artikel, hvilket er et problem. Du kan hjælpe ved at angive troværdige kilder til de påstande, som fremføres i artiklen.

Niclas Genkel Petersen (født 8. november 1980 i Herlev), er en dansk sanger, der bedst er kendt som Nik fra pop-duoen Nik & Jay.

## Privatliv
Privat danner Niclas par med danseren Sofie Mai Søberg. Sammen har de to børn.
Niclas har gået på Herlev Gymnasium, og var på det tidspunkt meget vild med Nirvana og grungegenren.

## Diskografi
Med Nik & Jay
- Nik & Jay (2002)
- 2 (2004)
- 3: Fresh, Fri, Fly (2006)
- Engle eller dæmoner (2011)
- United (2013)
- Længe leve drømmene (2019)